# John Alphonse Asiedu
John Alphonse Asiedu SVD (ur. 26 kwietnia 1958 w Adeemmra) – ghański duchowny katolicki, wikariusz apostolski Donkorkrom od 2019.

## Życiorys

### Prezbiterat
Święcenia kapłańskie przyjął 19 lipca 1997 w Zgromadzeniu Słowa Bożego. Po kilkuletnim stażu wikariuszowskim został mianowany asystentem mistrza nowicjatu w Nkwatia-Kwahu. W latach 2006–2008 był ekonomem prowincjalnym, a w latach 2008–2017 kierował zakonnym scholastykatem. W 2017 wybrany mistrzem nowicjatu.

### Episkopat
11 lutego 2019 papież Franciszek mianował go wikariuszem apostolskim Donkorkrom. Sakry udzielił mu 4 maja 2019 arcybiskup Philip Naameh.